# Melancholy Beast
Melancholy Beast är ett album av det danska power metal-bandet Pyramaze, det släpptes 2004. Det var deras debutalbum.
Michael Kammeyer hade skrivit all musiken till albumet, men behövde en sångare. Han skickade runt musiken, och den nådde den amerikanske sångaren Lance Kings öron. King spelade då in sången i sin studio i USA.

## Låtlista
1. "Sleepy Hollow" - 6:11
2. "Forsaken Kingdom" - 5:27
3. "Melancholy Beast" - 6:11
4. "The Journey" - 5:47
5. "Until We Fade Away" - 4:36
6. "Legend" - 7:11
7. "Mighty Abyss" - 8:04
8. "Nature of Triumph" - 0:50
9. "Power of Imagination" - 6:29
10. "The Wizard" - 4:38 (Bonuslåt i Japan)

## Om låtarna
All musik och text skrevs av Michael Kammeyer, förutom Power of Imagination som skrevs av Jonah Weingarten.
- Sleepy Hollow är baserad på filmen med samma namn, och berättar bildligt huvudpersonen Ichabod Cranes känslor.
- Forsaken Kingdom handlar om den siste väktaren av ett kungarike, som är ensam kvar.
- Until We Fade Away är historien om att bli gammal med någon vid sin sida, att aldrig böja sig för svårheter.
- Legend baserades på filmen Legend från 1985, med Tom Cruise i huvudrollen. Den berättar om ett istäckt rike som en gång varit grönt och vackert. Ondskan har stulit en enhörnings horn, och samtidigt kidnappat en ung prinsessa, och grönskan och ljuset kan inte återvända förrän hornet återbördats. Det är upp till en ung pojke att rädda riket, och flickan han älskar.
- Nature of Triumph är albumets kortaste låt på bara 49 sekunder. Den är instrumental.
- The Wizard handlar om en allsmäktig trollkarl som med ett ord kunde få bergen att bli till damm. Låten finns inte med på den europeiska eller amerikanska versionen av albumet, utan endast på den japanska. Den har inte läckt ut på nätet i särskilt stor omsträckning.

## Banduppsättning
- Michael Kammeyer - gitarr
- Lance King - sång
- Niels Kvist - bas
- Morten Gade Sørensen - trummor
- Jonah Weingarten - keyboard